# ضبر (المخادر)

تعديل مصدري - تعديل

ضبر محلة تابعة لقرية الزياعي، التابعة لعزلة المحرم بمديرية المخادر إحدى مديريات محافظة إب في الجمهورية اليمنية، بلغ تعداد سكانها 70 حسب تعداد اليمن لعام 2004.